# Parafia św. Łukasza Ewangelisty w Świerczynie
Parafia św. Łukasza Ewangelisty w Świerczynie – parafia rzymskokatolicka, znajdująca się w archidiecezji poznańskiej, w dekanacie krzywińskim.